# 家いちば
家いちば株式会社（いえいちば）は、東京都渋谷区道玄坂に本拠を置くウェブサイト運営、システム開発を行う企業。空き家問題を解決する不動産プラットフォーム『家いちば』を運営する。特に、空き家問題の解決につながるサービスとして数多くのメディアに取り上げられている。

## 概要
2011年、創業者の藤木哲也が前身となる株式会社エアリーフローを設立。ストック活用が遅れていることに危機感を抱いた藤木が、「今あるものを大事にする」というコンセプトのもとに創業。2011年5月には、『家修繕ドットコム』というウェブサービスを開設。さらに、大規模改修、リノベーションへと対象を広げ、不動産活用コンサルティング企業へと発展した。さらに藤木は早急にストック活用を推進できる仕組みを作る必要を感じ、売主と買主が直接やり取りできる売買「セルフセル方式」の独自のビジネスモデルを初めて採用しその方法を確立。これが現在の、空き家を個人間で直接売買ができるサイト『家いちば』である。着想のヒントは、公共の場などで見かける「売ります」「買います」という掲示板であった。売り手のハードルを下げる工夫が徹底的に施されており、通常、不動産会社が扱いたがらなかった瑕疵あり・残置物ありの物件や、0円物件やマイナス価格のものまでもが掲載可能であるなど、不動産に絶対の価値があるとする考えの人たちに対して衝撃を与えた。事実、成約率は非常に高く、2016年の「空き家バンク運営実態調査」（「うるる」調べ）で回答した219自治体の空き家バンクの平均成約率は月0.4件であるのに対し、サイト立ち上げ後2年間で全国128物件が掲載され、うち15件が成約した。また、2022年3月現在での成約率は50％近くに達している。2015年10月開始から、2022年11月9日までに合計602件の売買が成立した。
『家いちば』の運営上「空き家問題」の解消が最大のテーマであった。 事実、空き家の売却や賃貸を考えている人でも、その約7割近くが不動産会社に相談すらしていない現状があった（全国宅地建物取引業協会連合会調べ）。しかし、これを深刻に取り扱うのではなく、娯楽性を感じさせるような他サイトにないユニークな物件をたくさん集めようと掲載は「何でもOK!」というルールにしてみたところ、多くの反響があった。蓋を開けてみると、「空き家が実は売れる」という事実に気づき、空き家問題は解消すると手ごたえを感じた藤木は、この事実をメディア等を通じて発信すべきと考え、2020年に実際の売買事例を豊富に紹介した書籍「空き家幸福論（日経BP社）」を発刊。大前研一は「"負動産"だった空き家問題に夢を与える注目すべき事業だ」と評した。
新型コロナ禍では、リモートワークの普及に伴い、移住希望者の増加で中古物件の売れ筋価格帯が2-3倍になり、問い合わせも急増したが、藤木は「安すぎた物件が適正価格に近付いた」と考えている。

### 基本理念
不動産売買を促進することで、日本のストック活用の推進を図り、古来の町並みや自然を守り、種々の社会問題や経済問題を解消するという基本理念に基づき運営され、売買実績は累計600件を超える(2022年6月現在)。中には露天風呂、ツリーハウスをDIYで作ったり、裏山を牧場にしたりする例もある。一風変わったサイトとして口コミで評判が広がり、すでに全国2,500件、累計200億円超の不動産売買情報が公開され、利用者は延べ4万人を超える。同社がとりわけ注力するのは空き家問題で、藤木は「空き家問題」をマクロな視点、地域の問題ととらえず、「ITビジネスであってもアナログな要素をはずさない」など、コミュニケーションを重視することで、ニーズを掘り起こせるとの考えをとっている。藤木は、0円物件やさらには「マイナス価格」物件のように、際限なく価格を下げることができれば、売れない物件はなく、何十兆円という巨大市場が生まれ、空き家流通に真剣に取り組むことで、日本経済活性化につながる可能性があると考えている。

### 特徴と仕組み
『家いちば』サイトは一見、大手が運営する不動産物件情報ポータルサイトに似ているが、不動産会社が介在せず、「自主自立の精神」を重んじ、売り手自らが掲載・商談までを行う。いわばセルフサービスを採用している。物品を消費者同士で直接商談をする仕組みは、ヤフオク、メルカリなどの先例があるものの、不動産ではほぼ皆無であった。通常、従来の不動産仲介会社による仲介では、空き家などの安い物件ではコストの割りに手数料が少なく、仲介を断られたりするため、売るに売れない状況に陥ることが多かったが、この方法によって売買が可能になったばかりでなく、仲介手数料がセルフサービス方式により、通常媒介手数料の半額を実現できた。セルフサービス方式によるメリットの一つに、通常の不動産売買では、否応なくかかってしまう「フィルター」が除去されたことで、これまでは売り手すらもためらって出てこなかったような物件でも、売買が可能となった。
掲載する物件は価格が決まっていなくても大丈夫であるなど、サイトは業者が提出する「広告」ではなく、あくまでも「掲示板」であるとする同社の考えに基づき、自主ルールを独自に採用することで、誇大広告にならないように配慮され運営されるが、こうした点も常識を覆したと評価された。
同サイトでは、「売り手と買い手が直接出会う場所」を提供し、売却希望者が自ら『家いちば』に物件情報を投稿し、購入希望者はその投稿を見て売り手に問い合わせ、直接やりとりを行う。不動産売買のプロセスを商談がまとまるまでの「マッチング」と売買の「契約手続き業務」の2つに分け、前半（「マッチング」）は、売り主と買い手が直接交渉するようにした。両者が納得し、商談が成立した時点で、同社の宅建士や連携をしている司法書士が現地調査や法的なチェックを行う。そのあと、重要事項説明、契約書作成、登記申請などを専門家が行う。また、売買に関する様々なアドバイスも行っている。掲載から成約するまでは一切費用がかからず、成約したのちに初めて費用が発生する。成約後の媒介報酬分は、国土交通省が定める通常媒介手数料の半額。1件の不動産あたり平均約12.2件の問い合わせがある。
掲載物件は住宅が大半だが、ホテルなどの宿泊施設をはじめ、畑や山林、さらには病院、学校、郵便局、味噌工場、ガソリンスタンド、天体観測所付ペンションなどという珍しい施設まで混じっている。販売価格は、マイナス価格から数億円までと幅があり、「売り手には不要でも、買い手には魅力的な条件がそろっていた」というケースが多い。売り手自身が、物件の紹介記事を書き、写真までを提供。再建築不可などのネガティブな条件まで明示。物件には、「売るに至った理由」「経緯」をはじめ「歴史」なども書く。このため、一般的な不動産ポータルサイトなどと比較し、ストーリー性が感じられ、物件の情報が豊富となる。これが非常に好評で「買うつもりはなくても読んでいるだけで面白い」と評されることがあり、藤木はこの文章が買い手の背中を押していると考えている。さらに面白い点は、売り手のストーリーに刺激され、買い手が不動産に自分のストーリーを重ね合わせ、妄想が広がるという現象も生じており、買い手が考える買った後の使い道も多様となるケースが多い。このため、廃墟に近い物件やバブル期のリゾートマンションなど売りにくいと言われる不動産(いわゆる『負動産』)が実際には数多く流通している。
また、不動産会社が入らないため、価格交渉も比較的自由で、中には十分の一の指値で商談がまとまる事例や、マイナス価格での掲載などもある。未登記物件、抵当権付き物件でも掲載は可能で、調整方法についてのアドバイスも行っている。

## 沿革
- 2011年 - 創業者の藤木哲也が株式会社エアリーフローを設立[1]。
- 2015年 - 10月、ウェブサービス『家いちば』を開設[1][5][29]。
- 2019年 - 5月、家いちば株式会社設立[1][12][27][30]。

## 運営パートナー
株式会社エアリーフロー

## 出版
藤木哲也『空き家幸福論』（日経BP、2020年11月24日）ISBN 9784296107407

## メディア

### テレビ
- テレビ東京 「なないろ日和!」2021年9月29日[32]
- NHK 「四国羅針盤」2021年10月1日[33]
- 日本テレビ「スッキリ」2021年12月15日
- フジテレビ「ポップUP!」2022年7月18日、2022年8月30日
- TBS「がっちりマンデー!!」2022年7月29日
- NHK「所さん!大変ですよ」2018年2月1日
- NHK「おはよう日本」2018年1月31日
- TBS「ビビット」2018年1月10日
- テレビ東京「0円ハウス」2018年7月17日
- テレビ朝日「スーパーJチャンネル」2020年10月18日
- テレビ朝日「ビートたけしのTVタックル」2020年3月22日

（その他、）

### ラジオ
- 「日経の本ラジオ」 2021年5月10日より3回[35]
- 「NHKラジオマイあさ！著者からの手紙」 2021年1月24日
- 「CBCラジオ 北野誠のズバリサタデー」 2017年11月25日

### 新聞・雑誌
- 『朝日新聞』2017年7月5日「空き家、売るタイ・買いたい ネット上に出会いの場
- 『日本経済新聞』 
  - 2018年6月23日 空き家「予備軍」東名阪330万戸「高齢者だけ居住」2割強　中古物件流通、依然少なく
  - 2019年2月11日 空き家取引、スタートアップが機動力　芽吹く新市場
  - 2021年1月16日 「家いちば」の不動産売買　公平なルールで安全な取引 藤木哲也「空き家幸福論」（3）
- 『AERA』2021年4月5日[36]
- 『毎日新聞』「毎日フォーラム」2021年5月11日[37]
- 『北海道新聞』（興味深人）2022年2月27日
- 『週刊朝日』2022年8月19日号

（出典）

## 参考サイト・書籍
- 空き家になった実家を売る　個人で売却できるサイト「家いちば」  - zakzak（夕刊フジ）
- 田舎の実家 「相続」すべきか「放棄」すべきかの見分け方 2018年3月7日 - 週刊現代
- Rethinktokyo"A case for living in the Japanese countryside " - RETHIKTOKYO（英語版）
- Japan's glut of abandoned homes: Hard to sell but bargains when opportunity knocks - the japantimes（英語版）
- コロナ禍で空き家激売れ。「家いちば」に聞く消費者の目が向く先 2020年9月14日 - 健美家
- 『老いた家 衰えぬ街 住まいを終活する』講談社現代新書